# خاراتیان
خاراتیان (زبان ارمنی: Խառատյան), یکی از نام‌های خانوادگی رایج در میان ارمنیان می‌باشد.
- تانیا خاراتیان
- دمیتری خاراتیان، مردم‌شناس
- هرانوش خاراتیان، هنرپیشه و صداپیشه

## منبع
- Հովակիմյան, Բախտիար (2005). Հայոց ծածկանունների բառարան (PDF). Երևան: ԵՊՀ հրատ.